# Xenopus muelleri
Xenopus muelleri é uma espécie de anfíbio da família Pipidae.

## Distribuição geográfica
Pode ser encontrada nos seguintes países: Angola, Benim, Botswana, Burkina Faso, Camarões, República Centro-Africana, Chade, República do Congo, República Democrática do Congo, Costa do Marfim, Gana, Quénia, Malawi, Moçambique, Namíbia, Nigéria, África do Sul, Sudão, Suazilândia, Tanzânia, Togo, Uganda, Zâmbia e Zimbabwe.

## Habitats
Os seus habitats naturais são: florestas secas tropicais ou subtropicais , florestas subtropicais ou tropicais húmidas de baixa altitude, savanas áridas, savanas húmidas, matagal árido tropical ou subtropical, matagal húmido tropical ou subtropical, campos de gramíneas subtropicais ou tropicais secos de baixa altitude, campos de gramíneas de baixa altitude subtropicais ou tropicais sazonalmente húmidos ou inundados, campos de altitude subtropicais ou tropicais, rios, rios intermitentes, pântanos, lagos de água doce, lagos intermitentes de água doce, marismas de água doce, marismas intermitentes de água doce, nascentes de água doce, terras aráveis, pastagens, jardins rurais, áreas de armazenamento de água, lagoas, escavações a céu aberto e canals e valas.